# Torneo Provincial de Fútbol 2017 (Catamarca)
El Torneo Provincial de Fútbol 2017 fue la vigésima novena edición del torneo de clubes más importante de la provincia, organizado por la Federación Catamarqueña de Fútbol.
En total participaron 2 equipos de las 8 ligas afiliadas a la Federación (Andalgalá, Belén, Fiambalá, Recreo Santa María, Santa Rosa, Tinogasta y Valle Viejo). El equipo que se consagró campeón de dicho torneo, se adjudicó la plaza para el Torneo Federal "C" del año 2018.
Consagró campeón al Club Atlético Jorge Newbery de Pomán, que obtuvo su segundo título provincial luego de 29 años y la plaza al Torneo Federal C 2018.

## Formato

### Primera fase
- La Primera fase se disputará en 4 grupos, 2 grupos por zona. El grupo 1 y 2 estarán a la Zona Oeste, mientras que el 3 y el 4 estarán en la Zona Este.
- Los grupos serán de 4 equipos y se jugará con el sistema de todos contra todos.
- El primero y segundo de cada grupo clasificarán a la segunda fase (cuartos de final)

### Fase final
- La Fase final arrancará a partir de los cuartos de final hasta la Final, serán partidos eliminatorios de ida y vuelta.
- La Final la disputará un equipo de la Zona Oeste contra uno de la Zona Este

## Equipos participantes
| Zona | Equipo                                         | Ciudad           | Departamento                | Liga de origen                   |
| ---- | ---------------------------------------------- | ---------------- | --------------------------- | -------------------------------- |
| 1    | Club Atlético San Luis                         | Belén            | Belén                       | Liga Belenista                   |
| 1    | Club Atlético Peñarol                          | Belén            | Belén                       | Liga Belenista                   |
| 1    | Club Deportivo y Cultural Juventud Unida       | Tinogasta        | Tinogasta                   | Liga Tinogasteña                 |
| 1    | Club Social, Cultural y Deportivo Santa Rosa   | Santa Rosa       | Tinogasta                   | Liga Tinogasteña                 |
| 2    | Club Social y Deportivo Defensores de Fiambalá | Fiambalá         | Tinogasta                   | Liga Fiambalense                 |
| 2    | Club Social, Deportivo y Cultural Racing       | Fiambalá         | Tinogasta                   | Liga Fiambalense                 |
| 2    | Club Atlético Estrella del Sud                 | Santa María      | Santa María                 | Liga Santamariana                |
| 2    | Club Deportivo Amaicha                         | Tafí del Valle   | Amaicha del Valle (Tucumán) | Liga Santamariana                |
| 3    | Club Social, Cultural y Deportivo La Estación  | Miraflores       | Capayán                     | Liga Chacarera                   |
| 3    | Club Obreros de San Isidro                     | San Isidro       | Valle Viejo                 | Liga Chacarera                   |
| 3    | Club Sportivo Mamerto Esquiú                   | Saujil           | Pomán                       | Liga Andalgalense                |
| 3    | Club Atlético Jorge Newbery                    | Pomán            | Pomán                       | Liga Andalgalense                |
| 4    | Instituto Central Norte Argentino              | Recreo           | La Paz                      | Liga Departamental de Recreo     |
| 4    | Club Atlético Matadero                         | Recreo           | La Paz                      | Liga Departamental de Recreo     |
| 4    | Club Social y Deportivo Bañado de Ovanta       | Bañado de Ovanta | Santa Rosa                  | Liga del Departamento Santa Rosa |
| 4    | Club Atlético Independiente                    | Los Altos        | Santa Rosa                  | Liga del Departamento Santa Rosa |

### Distribución geográfica
| Departamento             | Cant. | Equipos                                                                           |
| ------------------------ | ----- | --------------------------------------------------------------------------------- |
| Tinogasta                | 4     | - Defensores de Fiambalá - Deportivo Santa Rosa - Juventud Unida (T) - Racing (F) |
| Belén                    | 2     | - Peñarol - San Luis                                                              |
| La Paz                   | 2     | - Central Norte Argentino - Matadero                                              |
| Pomán                    | 2     | - Jorge Newbery - Mamerto Esquiú                                                  |
| Santa Rosa               | 2     | - Independiente (Los Altos) - Social Bañado de Ovanta.                            |
| Capayán                  | 1     | - La Estación (Miraflores)                                                        |
| Santa María              | 1     | - Estrella del Sud                                                                |
| Tafí del Valle (Tucumán) | 1     | - Deportivo Amaicha                                                               |
| Valle Viejo              | 1     | - Obreros de San Isidro                                                           |
| Total                    | 16    |                                                                                   |

## Primera fase

### Zona 1

#### Tabla de posiciones
| Pos. | Equipo                     | Pts. | PJ | PG | PE | PP | GF | GC | Dif. |
| ---- | -------------------------- | ---- | -- | -- | -- | -- | -- | -- | ---- |
| 1.º  | San Luis (La Puntilla)     | 10   | 6  | 2  | 4  | 0  | 6  | 3  | 3    |
| 2.º  | Peñarol (Belén)            | 7    | 6  | 1  | 4  | 1  | 10 | 9  | 1    |
| 3.º  | Deportivo Santa Rosa       | 7    | 6  | 1  | 4  | 1  | 5  | 7  | −2   |
| 4.º  | Juventud Unida (Tinogasta) | 5    | 6  | 1  | 2  | 3  | 10 | 12 | −2   |

|  | Clasificaron a cuartos de final |

#### Resultados
| Fecha 1        | Fecha 1   | Fecha 1     | Fecha 1              | Fecha 1       | Fecha 1 |
| Local          | Resultado | Visitante   | Estadio              | Fecha         | Hora    |
| -------------- | --------- | ----------- | -------------------- | ------------- | ------- |
| Juventud Unida | 1 - 1     | Peñarol (B) | Progreso (Tinogasta) | 18 de febrero | 17:00   |
| San Luis (B)   | 0 - 0     | Santa Rosa  | San Luis             | 19 de febrero | 17:00   |

| Fecha 2     | Fecha 2   | Fecha 2        | Fecha 2                | Fecha 2       | Fecha 2 |
| Local       | Resultado | Visitante      | Estadio                | Fecha         | Hora    |
| ----------- | --------- | -------------- | ---------------------- | ------------- | ------- |
| Santa Rosa  | 0 - 3     | Juventud Unida | Santa Rosa (Tinogasta) | 25 de Febrero | 17:30   |
| Peñarol (B) | 0 - 0     | San Luis (B)   | Peñarol (Belén)        | 7 de marzo    | 17:30   |

| Fecha 3      | Fecha 3   | Fecha 3        | Fecha 3                | Fecha 3    | Fecha 3 |
| Local        | Resultado | Visitante      | Estadio                | Fecha      | Hora    |
| ------------ | --------- | -------------- | ---------------------- | ---------- | ------- |
| Santa Rosa   | 2 - 2     | Peñarol (B)    | Santa Rosa (Tinogasta) | 4 de marzo | 17:15   |
| San Luis (B) | 2 - 0     | Juventud Unida | San Luis (Belén)       | 5 de marzo | 17:15   |

| Fecha 4     | Fecha 4   | Fecha 4        | Fecha 4                | Fecha 4     | Fecha 4 |
| Local       | Resultado | Visitante      | Estadio                | Fecha       | Hora    |
| ----------- | --------- | -------------- | ---------------------- | ----------- | ------- |
| Santa Rosa  | 1 - 1     | San Luis (B)   | Santa Rosa (Tinogasta) | 11 de marzo | 17:00   |
| Peñarol (B) | 6 - 4     | Juventud Unida | Peñarol (Belén)        | 11 de marzo | 17:00   |

| Fecha 5            | Fecha 5   | Fecha 5     | Fecha 5              | Fecha 5     | Fecha 5 |
| Local              | Resultado | Visitante   | Estadio              | Fecha       | Hora    |
| ------------------ | --------- | ----------- | -------------------- | ----------- | ------- |
| San Luis (B)       | 1 - 0     | Peñarol (B) | San Luis (Belén)     | 19 de marzo | 17:00   |
| Juventud Unida (T) | 0 - 1     | Santa Rosa  | Progreso (Tinogasta) | 19 de marzo | 17:00   |

| Fecha 6        | Fecha 6   | Fecha 6      | Fecha 6                    | Fecha 6     | Fecha 6 |
| Local          | Resultado | Visitante    | Estadio                    | Fecha       | Hora    |
| -------------- | --------- | ------------ | -------------------------- | ----------- | ------- |
| Juventud Unida | 2 - 2     | San Luis (B) | Juventud Unida (Tinogasta) | 25 de marzo | 17:00   |
| Peñarol (B)    | 1 - 1     | Santa Rosa   | Peñarol (Belén)            | 26 de marzo | 17:00   |

### Zona 2

#### Tabla de posiciones
| Pos. | Equipo                 | Pts. | PJ | PG | PE | PP | GF | GC | Dif. |
| ---- | ---------------------- | ---- | -- | -- | -- | -- | -- | -- | ---- |
| 1.º  | Defensores de Fiambalá | 11   | 6  | 3  | 2  | 1  | 14 | 5  | 9    |
| 2.º  | Deportivo Amaicha      | 9    | 6  | 2  | 3  | 1  | 8  | 5  | 3    |
| 3.º  | Estrella del Sud       | 9    | 6  | 2  | 3  | 1  | 7  | 5  | 2    |
| 4.º  | Racing (Fiambalá)      | 3    | 6  | 1  | 0  | 5  | 3  | 17 | −14  |

|  | Clasificaron a cuartos de final |

#### Resultados
| Fecha 1           | Fecha 1   | Fecha 1                | Fecha 1         | Fecha 1       | Fecha 1 |
| Local             | Resultado | Visitante              | Estadio         | Fecha         | Hora    |
| ----------------- | --------- | ---------------------- | --------------- | ------------- | ------- |
| Racing (F)        | 1 - 0     | Estrella del Sur       | Racing          | 18 de febrero | 17:00   |
| Deportivo Amaicha | 0 - 0     | Defensores de Fiambalá | Boulevard Norte | 19 de febrero | 17:00   |

| Fecha 2                | Fecha 2   | Fecha 2           | Fecha 2                        | Fecha 2       | Fecha 2 |
| Local                  | Resultado | Visitante         | Estadio                        | Fecha         | Hora    |
| ---------------------- | --------- | ----------------- | ------------------------------ | ------------- | ------- |
| Defensores de Fiambalá | 3 - 0     | Racing (F)        | Defensores (Fiambalá)          | 25 de Febrero | 17:30   |
| Estrella del Sur       | 0 - 0     | Deportivo Amaicha | Estrella del Sur (Santa María) | 26 de Febrero | 17:30   |

| Fecha 3          | Fecha 3   | Fecha 3                | Fecha 3                        | Fecha 3    | Fecha 3 |
| Local            | Resultado | Visitante              | Estadio                        | Fecha      | Hora    |
| ---------------- | --------- | ---------------------- | ------------------------------ | ---------- | ------- |
| Racing (F)       | 0 - 1     | Deportivo Amaicha      | Racing (Fiambalá)              | 4 de marzo | 17:15   |
| Estrella del Sur | 1 - 1     | Defensores de Fiambalá | Estrella del Sur (Santa María) | 4 de marzo | 17:15   |

| Fecha 4                | Fecha 4   | Fecha 4           | Fecha 4                        | Fecha 4     | Fecha 4 |
| Local                  | Resultado | Visitante         | Estadio                        | Fecha       | Hora    |
| ---------------------- | --------- | ----------------- | ------------------------------ | ----------- | ------- |
| Estrella del Sur       | 2 - 1     | Racing (F)        | Estrella del Sur (Santa María) | 11 de marzo | 17:00   |
| Defensores de Fiambalá | 4 - 0     | Deportivo Amaicha | Defensores (Fiambalá)          | 11 de marzo | 17:00   |

| Fecha 5           | Fecha 5   | Fecha 5                | Fecha 5           | Fecha 5       | Fecha 5 |
| Local             | Resultado | Visitante              | Estadio           | Fecha         | Hora    |
| ----------------- | --------- | ---------------------- | ----------------- | ------------- | ------- |
| Racing (F)        | 1 - 5     | Defensores de Fiambalá | Racing (Fiambalá) | 19 de febrero | 17:00   |
| Deportivo Amaicha | 1 - 1     | Estrella del Sur       | Amaicha del Valle | 19 de febrero | 17:00   |

| Fecha 6                | Fecha 6   | Fecha 6          | Fecha 6               | Fecha 6     | Fecha 6 |
| Local                  | Resultado | Visitante        | Estadio               | Fecha       | Hora    |
| ---------------------- | --------- | ---------------- | --------------------- | ----------- | ------- |
| Deportivo Amaicha      | 6 - 0     | Racing (F)       | Dep. Amaicha          | 25 de marzo | 17:00   |
| Defensores de Fiambalá | 1 - 3     | Estrella del Sur | Defensores (Fiambalá) | 25 de marzo | 17:00   |

### Zona 3

#### Tabla de posiciones
| Pos. | Equipo                   | Pts. | PJ | PG | PE | PP | GF | GC | Dif. |
| ---- | ------------------------ | ---- | -- | -- | -- | -- | -- | -- | ---- |
| 1.º  | Jorge Newbery (Pomán)    | 11   | 6  | 3  | 2  | 1  | 10 | 8  | 2    |
| 2.º  | Obreros de San Isidro    | 8    | 6  | 2  | 2  | 2  | 11 | 7  | 4    |
| 3.º  | Mamerto Esquiú (Saujil)  | 8    | 6  | 1  | 5  | 0  | 8  | 5  | 3    |
| 4.º  | La Estación (Miraflores) | 4    | 6  | 1  | 1  | 4  | 3  | 12 | −9   |

|  | Clasificaron a cuartos de final |

#### Resultados
| Fecha 1        | Fecha 1   | Fecha 1       | Fecha 1                 | Fecha 1       | Fecha 1 |
| Local          | Resultado | Visitante     | Estadio                 | Fecha         | Hora    |
| -------------- | --------- | ------------- | ----------------------- | ------------- | ------- |
| Mamerto Esquiú | 1 - 1     | Obreros (SI)  | Fray M. Esquiú (Saujil) | 18 de febrero | 17:00   |
| La Estación    | 0 - 2     | Jorge Newbery | Primo A. Prevedello     | 19 de febrero | 17:00   |

| Fecha 2       | Fecha 2   | Fecha 2        | Fecha 2             | Fecha 2       | Fecha 2 |
| Local         | Resultado | Visitante      | Estadio             | Fecha         | Hora    |
| ------------- | --------- | -------------- | ------------------- | ------------- | ------- |
| Jorge Newbery | 1 - 1     | Mamerto Esquiú | J. Newbery (Pomán)  | 25 de Febrero | 17:30   |
| Obreros (SI)  | 0 - 1     | La Estación    | Primo A. Prevedello | 27 de Febrero | 17:15   |

| Fecha 3       | Fecha 3   | Fecha 3        | Fecha 3             | Fecha 3    | Fecha 3 |
| Local         | Resultado | Visitante      | Estadio             | Fecha      | Hora    |
| ------------- | --------- | -------------- | ------------------- | ---------- | ------- |
| Jorge Newbery | 2 - 1     | Obreros (SI)   | J. Newbery (Pomán)  | 4 de marzo | 17:15   |
| La Estación   | 1 - 1     | Mamerto Esquiú | Primo A. Prevedello | 5 de marzo | 17:15   |

| Fecha 4       | Fecha 4   | Fecha 4        | Fecha 4             | Fecha 4     | Fecha 4 |
| Local         | Resultado | Visitante      | Estadio             | Fecha       | Hora    |
| ------------- | --------- | -------------- | ------------------- | ----------- | ------- |
| Jorge Newbery | 3 - 0     | La Estación    | J. Newbery (Pomán)  | 11 de marzo | 17:00   |
| Obreros (SI)  | 1 - 1     | Mamerto Esquiú | Primo A. Prevedello | 12 de marzo | 17:00   |

| Fecha 5        | Fecha 5   | Fecha 5       | Fecha 5                 | Fecha 5     | Fecha 5 |
| Local          | Resultado | Visitante     | Estadio                 | Fecha       | Hora    |
| -------------- | --------- | ------------- | ----------------------- | ----------- | ------- |
| La Estación    | 1 - 3     | Obreros (SI)  | Primo A. Prevedello     | 18 de marzo | 17:00   |
| Mamerto Esquiú | 1 - 1     | Jorge Newbery | Mamerto Esquiú (Saujil) | 19 de marzo | 17:00   |

| Fecha 6        | Fecha 6   | Fecha 6       | Fecha 6                 | Fecha 6     | Fecha 6 |
| Local          | Resultado | Visitante     | Estadio                 | Fecha       | Hora    |
| -------------- | --------- | ------------- | ----------------------- | ----------- | ------- |
| Mamerto Esquiú | 3 - 0     | La Estación   | Mamerto Esquiú (Saujil) | 25 de marzo | 17:00   |
| Obreros (SI)   | 5 - 1     | Jorge Newbery | Primo A. Prevedello     | 25 de marzo | 17:00   |

### Zona 4

#### Tabla de posiciones
| Pos. | Equipo                           | Pts. | PJ | PG | PE | PP | GF | GC | Dif. |
| ---- | -------------------------------- | ---- | -- | -- | -- | -- | -- | -- | ---- |
| 1.º  | Social Bañado de Ovanta          | 13   | 6  | 4  | 1  | 1  | 13 | 3  | 10   |
| 2.º  | Independiente (Los Altos)        | 11   | 6  | 3  | 2  | 1  | 12 | 12 | 0    |
| 3.º  | Central Norte Argentino (Recreo) | 5    | 6  | 1  | 2  | 3  | 5  | 8  | −3   |
| 4.º  | Matadero (Recreo)                | 4    | 6  | 1  | 1  | 4  | 7  | 14 | −7   |

|  | Clasificaron a cuartos de final |

#### Resultados
| Fecha 1       | Fecha 1   | Fecha 1                 | Fecha 1                 | Fecha 1       | Fecha 1 |
| Local         | Resultado | Visitante               | Estadio                 | Fecha         | Hora    |
| ------------- | --------- | ----------------------- | ----------------------- | ------------- | ------- |
| Atl. Matadero | 0 - 1     | Social Bañado de Ovanta | Unión Sportiva (Recreo) | 18 de febrero | 17:00   |
| Independiente | 2 - 1     | Central Norte           | Monte Redondo           | 19 de febrero | 17:00   |

| Fecha 2                 | Fecha 2   | Fecha 2       | Fecha 2                     | Fecha 2       | Fecha 2 |
| Local                   | Resultado | Visitante     | Estadio                     | Fecha         | Hora    |
| ----------------------- | --------- | ------------- | --------------------------- | ------------- | ------- |
| Central Norte           | 0 - 2     | Atl. Matadero | Pedro Cano (Recreo)         | 25 de Febrero | 17:30   |
| Social Bañado de Ovanta | 1 - 1     | Independiente | J. Unida (Bañado de Ovanta) | 25 de Febrero | 17:30   |

| Fecha 3       | Fecha 3   | Fecha 3                 | Fecha 3             | Fecha 3    | Fecha 3 |
| Local         | Resultado | Visitante               | Estadio             | Fecha      | Hora    |
| ------------- | --------- | ----------------------- | ------------------- | ---------- | ------- |
| Central Norte | 2 - 1     | Social Bañado de Ovanta | Pedro Cano (Recreo) | 4 de marzo | 17:15   |
| Independiente | 5 - 2     | Atl. Matadero           | Social Los Altos    | 4 de marzo | 17:15   |

| Fecha 4                 | Fecha 4   | Fecha 4       | Fecha 4             | Fecha 4     | Fecha 4 |
| Local                   | Resultado | Visitante     | Estadio             | Fecha       | Hora    |
| ----------------------- | --------- | ------------- | ------------------- | ----------- | ------- |
| Central Norte           | 1 - 1     | Independiente | Pedro Cano (Recreo) | 11 de marzo | 17:00   |
| Social Bañado de Ovanta | 4 - 0     | Atl. Matadero | Social B. de Ovanta | 12 de marzo | 17:00   |

| Fecha 5       | Fecha 5   | Fecha 5                 | Fecha 5                    | Fecha 5     | Fecha 5 |
| Local         | Resultado | Visitante               | Estadio                    | Fecha       | Hora    |
| ------------- | --------- | ----------------------- | -------------------------- | ----------- | ------- |
| Independiente | 0 - 5     | Social Bañado de Ovanta | Monte Redondo (Santa Rosa) | 19 de marzo | 17:00   |
| Atl. Matadero | 1 - 1     | Central Norte           | Unión Sportiva (Recreo)    | 19 de marzo | 17:00   |

| Fecha 6                 | Fecha 6   | Fecha 6       | Fecha 6                 | Fecha 6     | Fecha 6 |
| Local                   | Resultado | Visitante     | Estadio                 | Fecha       | Hora    |
| ----------------------- | --------- | ------------- | ----------------------- | ----------- | ------- |
| Atl. Matadero           | 2 - 3     | Independiente | Unión Sportiva (Recreo) | 26 de marzo | 17:00   |
| Social Bañado de Ovanta | 1 - 0     | Central Norte | Soc. Bañado de Ovanta   | 26 de marzo | 17:00   |

## Segunda fase

### Cuadro de desarrollo
|  | Cuartos de final          | Cuartos de final | Cuartos de final      | Cuartos de final |   |                        | Semifinales | Semifinales | Semifinales | Semifinales |  |                        | Final | Final | Final | Final |  |
|  |                           |                  |                       |                  |   |                        |             |             |             |             |  |                        |       |       |       |       |  |
|  |                           |                  |                       |                  |   |                        |             |             |             |             |  |                        |       |       |       |       |  |
|  | San Luis (La Puntilla)    | 1                | 2                     | 3 (6)            |   |                        |             |             |             |             |  |                        |       |       |       |       |  |
|  | San Luis (La Puntilla)    | 1                | 2                     | 3 (6)            |   |                        |             |             |             |             |  |                        |       |       |       |       |  |
|  | Deportivo Amaicha         | 1                | 2                     | 3 (7)            |   |                        |             |             |             |             |  |                        |       |       |       |       |  |
|  | Deportivo Amaicha         | 1                | 2                     | 3 (7)            |   | Defensores de Fiambalá | 1           | 0           | 1           |             |  |                        |       |       |       |       |  |
|  |                           |                  |                       |                  |   | Defensores de Fiambalá | 1           | 0           | 1           |             |  |                        |       |       |       |       |  |
|  |                           |                  | Deportivo Amaicha     | 0                | 0 | 0                      |             |             |             |             |  |                        |       |       |       |       |  |
|  | Defensores de Fiambalá    | 5                | Deportivo Amaicha     | 0                | 0 | 0                      | 2           | 7           |             |             |  |                        |       |       |       |       |  |
|  | Defensores de Fiambalá    | 5                |                       |                  |   |                        |             |             |             |             |  |                        |       |       |       |       |  |
|  | Peñarol (Belén)           | 0                | 3                     | 3                |   |                        |             |             |             |             |  |                        |       |       |       |       |  |
|  | Peñarol (Belén)           | 0                | 3                     | 3                |   |                        |             |             |             |             |  | Defensores de Fiambalá | 0     | 1     | 1     |       |  |
|  |                           |                  |                       |                  |   |                        |             |             |             |             |  | Defensores de Fiambalá | 0     | 1     | 1     |       |  |
|  |                           |                  | Jorge Newbery (Pomán) | 1                | 1 | 2                      |             |             |             |             |  |                        |       |       |       |       |  |
|  | Jorge Newbery (Pomán)     | 3                | Jorge Newbery (Pomán) | 1                | 1 | 2                      | 2           | 5           |             |             |  |                        |       |       |       |       |  |
|  | Jorge Newbery (Pomán)     | 3                |                       |                  |   |                        |             |             |             |             |  |                        |       |       |       |       |  |
|  | Independiente (Los Altos) | 3                | 0                     | 3                |   |                        |             |             |             |             |  |                        |       |       |       |       |  |
|  | Independiente (Los Altos) | 3                | 0                     | 3                |   | Jorge Newbery (Pomán)  | 3           | 2           | 5           |             |  |                        |       |       |       |       |  |
|  |                           |                  |                       |                  |   | Jorge Newbery (Pomán)  | 3           | 2           | 5           |             |  |                        |       |       |       |       |  |
|  |                           |                  | Obreros de San Isidro | 1                | 1 | 2                      |             |             |             |             |  |                        |       |       |       |       |  |
|  | Social Bañado de Ovanta   | 0                | Obreros de San Isidro | 1                | 1 | 2                      | 2           | 2 (4)       |             |             |  |                        |       |       |       |       |  |
|  | Social Bañado de Ovanta   | 0                |                       |                  |   |                        |             |             |             |             |  |                        |       |       |       |       |  |
|  | Obreros de San Isidro     | 1                | 1                     | 2 (5)            |   |                        |             |             |             |             |  |                        |       |       |       |       |  |
|  | Obreros de San Isidro     | 1                | 1                     | 2 (5)            |   |                        |             |             |             |             |  |                        |       |       |       |       |  |
|  |                           |                  |                       |                  |   |                        |             |             |             |             |  |                        |       |       |       |       |  |

Nota: Los equipos ubicados en la parte superior, definirán la serie de local.
|  |

### Cuartos de final

#### Enfrentamientos
| Local (Vuelta)          | Global | Local (Ida)               |
| ----------------------- | ------ | ------------------------- |
| San Luis (Belén)        | 3 - 3  | Deportivo Amaicha (p)     |
| Defensores de Fiambalá  | 7 - 3  | Peñarol (Belén)           |
| Jorge Newbery (Pomán)   | 5 - 3  | Independiente (Los Altos) |
| Social Bañado de Ovanta | 2 - 2  | Obreros de San Isidro (p) |

#### Resultados
| Partidos de ida    | Partidos de ida | Partidos de ida        | Partidos de ida                  | Partidos de ida | Partidos de ida |
| Local              | Resultado       | Visitante              | Estadio                          | Fecha           | Hora            |
| ------------------ | --------------- | ---------------------- | -------------------------------- | --------------- | --------------- |
| Peñarol (B)        | 0 - 5           | Defensores de Fiambalá | Peñarol (Belén)                  | 1 de abril      | 16:30           |
| Deportivo Amaicha  | 1 - 1           | San Luis (B)           | Deportivo Amaicha (A. del Valle) | 2 de abril      | 16:30           |
| Obreros (SI)       | 1 - 0           | Soc. Bañado de Ovanta  | Primo A. Prevedello              | 8 de abril      | 16:30           |
| Independiente (LA) | 3 - 3           | Jorge Newbery (P)      | Monte Redondo (Santa Rosa)       | 9 de abril      | 16:30           |

| Partidos de vuelta     | Partidos de vuelta | Partidos de vuelta | Partidos de vuelta      | Partidos de vuelta | Partidos de vuelta |
| Local                  | Resultado          | Visitante          | Estadio                 | Fecha              | Hora               |
| ---------------------- | ------------------ | ------------------ | ----------------------- | ------------------ | ------------------ |
| San Luis (B)           | 2 - 2              | Deportivo Amaicha  | San Luis (Belén)        | 8 de abril         | 16:15              |
| Jorge Newbery (P)      | 2 - 0              | Independiente (LA) | Jorge Newbery (Pomán)   | 15 de abril        | 16:30              |
| Soc. Bañado de Ovanta  | 2 - 1              | Obreros (SI)       | Social Bañado de Ovanta | 16 de abril        | 16:30              |
| Defensores de Fiambalá | 2 - 3              | Peñarol (B)        | Santa Rosa (Tinogasta)  | 29 de abril        | 16:00              |

### Semifinales

#### Enfrentamientos
| Local (Vuelta)         | Global | Local (Ida)           |
| ---------------------- | ------ | --------------------- |
| Defensores de Fiambalá | 1 - 0  | Deportivo Amaicha     |
| Jorge Newbery (Pomán)  | 5 - 2  | Obreros de San Isidro |

#### Resultados
| Partidos de ida   | Partidos de ida | Partidos de ida        | Partidos de ida               | Partidos de ida | Partidos de ida |
| Local             | Resultado       | Visitante              | Estadio                       | Fecha           | Hora            |
| ----------------- | --------------- | ---------------------- | ----------------------------- | --------------- | --------------- |
| Deportivo Amaicha | 0 - 1           | Defensores de Fiambalá | Unión Calchaquí (Santa María) | 7 de mayo       | 16:00           |
| Obreros (SI)      | 1 - 3           | Jorge Newbery (P)      | Primo A. Prevedello           | 23 de abril     | 16:30           |

| Partidos de vuelta     | Partidos de vuelta | Partidos de vuelta | Partidos de vuelta    | Partidos de vuelta | Partidos de vuelta |
| Local                  | Resultado          | Visitante          | Estadio               | Fecha              | Hora               |
| ---------------------- | ------------------ | ------------------ | --------------------- | ------------------ | ------------------ |
| Defensores de Fiambalá | 0 - 0              | Deportivo Amaicha  |                       |                    |                    |
| Jorge Newbery (P)      | 2 - 1              | Obreros (SI)       | Jorge Newbery (Pomán) | 29 de abril        | 16:30              |

### Final

#### Enfrentamiento
| Equipo 1               | Global | Equipo 2          |
| ---------------------- | ------ | ----------------- |
| Defensores de Fiambalá | 1 - 2  | Jorge Newbery (P) |

#### Resultados
| Partido de ida    | Partido de ida | Partido de ida         | Partido de ida | Partido de ida | Partido de ida |
| Local             | Resultado      | Visitante              | Estadio        | Fecha          | Hora           |
| ----------------- | -------------- | ---------------------- | -------------- | -------------- | -------------- |
| Jorge Newbery (P) | 1 - 0          | Defensores de Fiambalá | Jorge Newbery  | 21 de mayo     | 16:00          |

| Partido de vuelta      | Partido de vuelta | Partido de vuelta | Partido de vuelta      | Partido de vuelta | Partido de vuelta |
| Local                  | Resultado         | Visitante         | Estadio                | Fecha             | Hora              |
| ---------------------- | ----------------- | ----------------- | ---------------------- | ----------------- | ----------------- |
| Defensores de Fiambalá | 1 - 1             | Jorge Newbery (P) | Defensores de Fiambalá | 28 de mayo        | 16:00             |

|                                               |
| Club Atlético Jorge Newbery (Pomán) 2° título |
| Campeón Torneo Provincial 2017                |

## Estadísticas

### Clasificación general
Las tablas de rendimiento no reflejan la clasificación final de los equipos, sino que muestran el rendimiento de los mismos atendiendo a la ronda final alcanzada.
Si en la segunda fase algún partido se define mediante tiros de penal, el resultado final del juego se considera empate.
El rendimiento corresponde a la proporción de puntos obtenidos sobre el total de puntos disputados.
| Pos. | Equipos                          | Gr. | Pts. | PJ | PG | PE | PP | GF | GC | Dif | Rend. |
| ---- | -------------------------------- | --- | ---- | -- | -- | -- | -- | -- | -- | --- | ----- |
| 1    | Jorge Newbery (Pomán)            | 3   | 25   | 12 | 7  | 4  | 1  | 22 | 14 | 8   | 83.3% |
| 2    | Defensores de Fiambalá           | 2   | 19   | 12 | 5  | 4  | 3  | 23 | 10 | 13  | 63.3% |
| 3    | Deportivo Amaicha                | 2   | 12   | 10 | 2  | 6  | 2  | 11 | 9  | 2   | 40%   |
| 4    | Obreros de San Isidro            | 3   | 11   | 10 | 3  | 2  | 5  | 15 | 14 | 1   | 36.7% |
| 5    | Social Bañado de Ovanta          | 4   | 16   | 8  | 5  | 1  | 2  | 15 | 5  | 10  | 66.7% |
| 6    | San Luis (La Puntilla)           | 1   | 12   | 8  | 2  | 6  | 0  | 8  | 5  | 3   | 50%   |
| 7    | Independiente (Los Altos)        | 4   | 12   | 8  | 3  | 3  | 2  | 15 | 17 | -2  | 50%   |
| 8    | Peñarol (Belén)                  | 1   | 10   | 8  | 2  | 4  | 2  | 13 | 16 | -3  | 41.7% |
| 9    | Estrella del Sud (Santa María)   | 2   | 9    | 6  | 2  | 3  | 1  | 7  | 5  | 2   | 50%   |
| 10   | Mamerto Esquiú (Saujil)          | 3   | 8    | 6  | 1  | 5  | 0  | 8  | 5  | 3   | 44.4% |
| 11   | Deportivo Santa Rosa             | 1   | 7    | 6  | 1  | 4  | 1  | 5  | 7  | -2  | 38.9% |
| 12   | Juventud Unida (Tinogasta)       | 1   | 5    | 6  | 1  | 2  | 3  | 10 | 12 | -2  | 27.8% |
| 13   | Central Norte Argentino (Recreo) | 4   | 5    | 6  | 1  | 2  | 3  | 5  | 8  | -3  | 27.8% |
| 14   | Matadero (Recreo)                | 4   | 4    | 6  | 1  | 1  | 4  | 7  | 14 | -7  | 22.2% |
| 15   | La Estación (Miraflores)         | 3   | 4    | 6  | 1  | 1  | 4  | 3  | 12 | -9  | 22.2% |
| 16   | Racing (Fiambalá)                | 2   | 3    | 6  | 1  | 0  | 5  | 3  | 17 | -14 | 16.7% |